# Meierskappel
Meierskappel ist eine politische Gemeinde im Wahlkreis Luzern-Land des Kantons Luzern in der Schweiz.

## Geographie
Meierskappel liegt auf dem Ausläufer des Rooterbergs und grenzt als einzige Luzerner Gemeinde an den Zugersee und erstreckt sich bis zum Aussichtspunkt auf dem knapp 800 m. ü. M. hohen Michaelskreuz. Die Gemeinde umfasst eine Fläche von 675 ha.
Der höchste Punkt der Gemeinde befindet sich am Rooterberg auf 795 m ü. M., der tiefste am Zugersee auf 413 m ü. M.
Nachbargemeinden sind im Kanton Luzern die Gemeinden Root und Udligenswil, im Kanton Zug die Gemeinde Risch und im Kanton Schwyz die Gemeinde Küssnacht. Im Zugersee findet sich ein Dreikantonseck (Luzern, Schwyz und Zug) ().

## Bevölkerung
Die Bevölkerungszahl stieg von 1798 bis 1837 deutlich an (1798–1837: + 44,9%). Danach sank sie während der nächsten 23 Jahre leicht (1837–1860: − 6,4%), ehe eine zweite Wachstumsphase einsetzte (1860–1880: + 21,8%). Danach kam es zu einem Auf und Ab in der Bevölkerungsentwicklung. Erst zwischen 1970 und 2013 folgte dann ein langandauernder Wachstumsschub. Grund dafür war der Siedlungsdruck in den nahegelegenen Gemeinden des Kantons Zug – und deshalb stark steigenden Wohnungsmieten – und die zunehmende Anzahl von pendelnden Arbeitnehmenden bei zunehmender Mobilität (Auto). 
Quellen: 1798–1837: Helvetische und kantonale Volkszählungen; Bundesamt für Statistik; 1850 bis 2000 Volkszählungsergebnisse, 2010 ESPOP, seit 2011 STATPOP

### Sprachen
Die meisten Einwohner geben Deutsch als Muttersprache an, gesprochen wird hochalemannische Mundart.

### Religionen – Konfessionen
Die Mehrheit der Bevölkerung gehört der Römisch-Katholischen Kirche an. Religiöse Minderheiten sind die evangelisch-reformierten Christen, Muslime und Angehörige christlicher Freikirchen.

### Herkunft – Nationalität
Ende 2022 zählte die Gemeinde 1596 Einwohner. Davon waren 1315 Schweizer Staatsangehörige und 281 (= 17,6 %) Menschen anderer Staatsangehörigkeit. Die grössten Zuwanderergruppen kommen aus Deutschland (108 Menschen), Italien (22), Portugal (21), Bosnien und Herzegowina und Spanien (je 6). 88 Personen stammen aus weiteren europäischen Ländern, und 30 sind aussereuropäischer Herkunft.

## Politik

### Gemeinderat

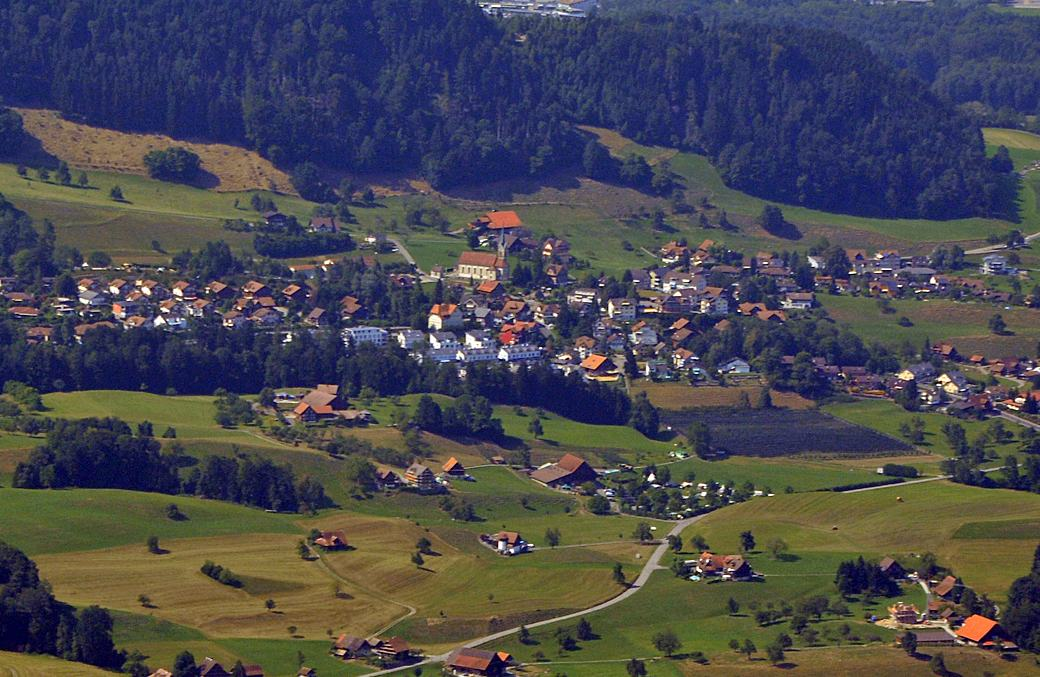
Panoramablick auf Meierskappel

Der fünfköpfige Gemeinderat setzt sich folgendermassen zusammen (Amtsdauer 1. September 2024 bis 31. August 2028.):
- Alexandra Iten Bürgi, Gemeindepräsidentin und Schulvorsteherin
- Ina Serafini, Sozialvorsteherin
- Marco Siegrist, Bauvorsteher
- Rita Schmid, Finanzvorsteherin
- Mike Held, Infrastrukturvorsteher

Gemeindeschreiberin ist Serena Spiess-Rima.

### Kantonsratswahlen
Bei den Kantonsratswahlen 2023 des Kantons Luzern betrugen die Wähleranteile in Meierskappel: SVP 35,33 %, Mitte (einschliesslich Junge Mitte) 16,72 %, glp (mit JGLP) 14,47 %, FDP 14,20 %, SP 10,66 %, Grüne (mit JG und GrüneUnt) 8,63 % und EVP 0,00 %.

### Nationalratswahlen
Bei den Schweizer Parlamentswahlen 2023 betrugen die Wähleranteile in Meierskappel: SVP 41,9 %, Mitte 20,1 %, FDP 11,8 %, SP 10,8 %, glp 9,3 %, GPS 4,6 %, übrige 1,6 %.

## Wirtschaft
Obwohl nicht mehr dominant, stellt die Landwirtschaft doch noch einen bedeutenden Anteil an den Erwerbstätigen, nämlich 27,6 %. Gewerbe und Industrie sind mit 41,3 % der Erwerbstätigen vertreten, der Dienstleistungsbereich mit 31,3 % (Stand 2008).

### Verkehr
Die Gemeinde Meierskappel ist mit dem Postauto von Luzern via Adligenswil-Udligenswil-Meierskappel oder von der Zugerseite Rotkreuz-Meierskappel erreichbar. Der nächstgelegene Bahnhof ist derjenige in der Zuger Nachbarsgemeinde Risch-Rotkreuz. Der nächstgelegene Autobahnanschluss in Küssnacht am Rigi ist etwa 2 km entfernt.

## Geschichte
Ein fränkischer Meier aus Cham soll im 7. Jahrhundert den Auftrag zum Bau einer Kapelle gegeben haben. Daher der Name „Meierskappel“. Gesichert ist die Unterstellung einer Kapelle unter das Stift Regula und Felix in Zürich im Jahre 858. Meierskappel fiel 1244 an den Bischof von Konstanz, 1271 an das Chorherrenstift Zürich und 1306 an das Haus Habsburg. Schliesslich erwarb die Stadt Luzern im Jahr 1406 die Ortschaft. In Meierskappel fanden Gefechte statt: im Jahr 1798 beim Einmarsch der Franzosen in der Schweiz und am 23. November 1847 im engen Zusammenhang mit dem Gefecht bei Gisikon während des Sonderbundskriegs.
In den letzten Jahren entwickelt sich Meierskappel immer mehr zu einem Wohnort für Arbeitnehmende aus den Nachbargemeinden Risch und Küssnacht. Die enge Verbindung nach Risch-Rotkreuz führte im Jahre 2005 zur Abstimmung über eine interkantonale Fusion, die jedoch am Nein der Rischer Bevölkerung scheiterte.

## Schulen
Im Gemeindezentrum „Höfli“ sind die Primarschule und der Kindergarten untergebracht. Die Oberstufe befindet sich in Risch-Rotkreuz.

## Sehenswürdigkeiten
Die hügelige, bewaldete Landzunge Chieme, die in den Zugersee ragt, und die Gegend um das Michaelskreuz (795 m ü. M.) sind die grössten Naturschönheiten.
Ebenfalls sehenswert ist die katholische Dorfkirche „Zu unserer Lieben Frau“, deren Turm im Jahre 1440 errichtet wurde. Das Kirchenschiff wurde 1684 erbaut und 1878 verlängert. 2011 wurde die Kirche renoviert.
Weitere Sehenswürdigkeiten sind der Dorfbrunnen, der dem Meierskappeler Heimatdichter Ignaz Kronenberg gewidmet ist, und das barocke Bauernhofensemble im Weiler "Hinterspichten", das unter Denkmalschutz steht.

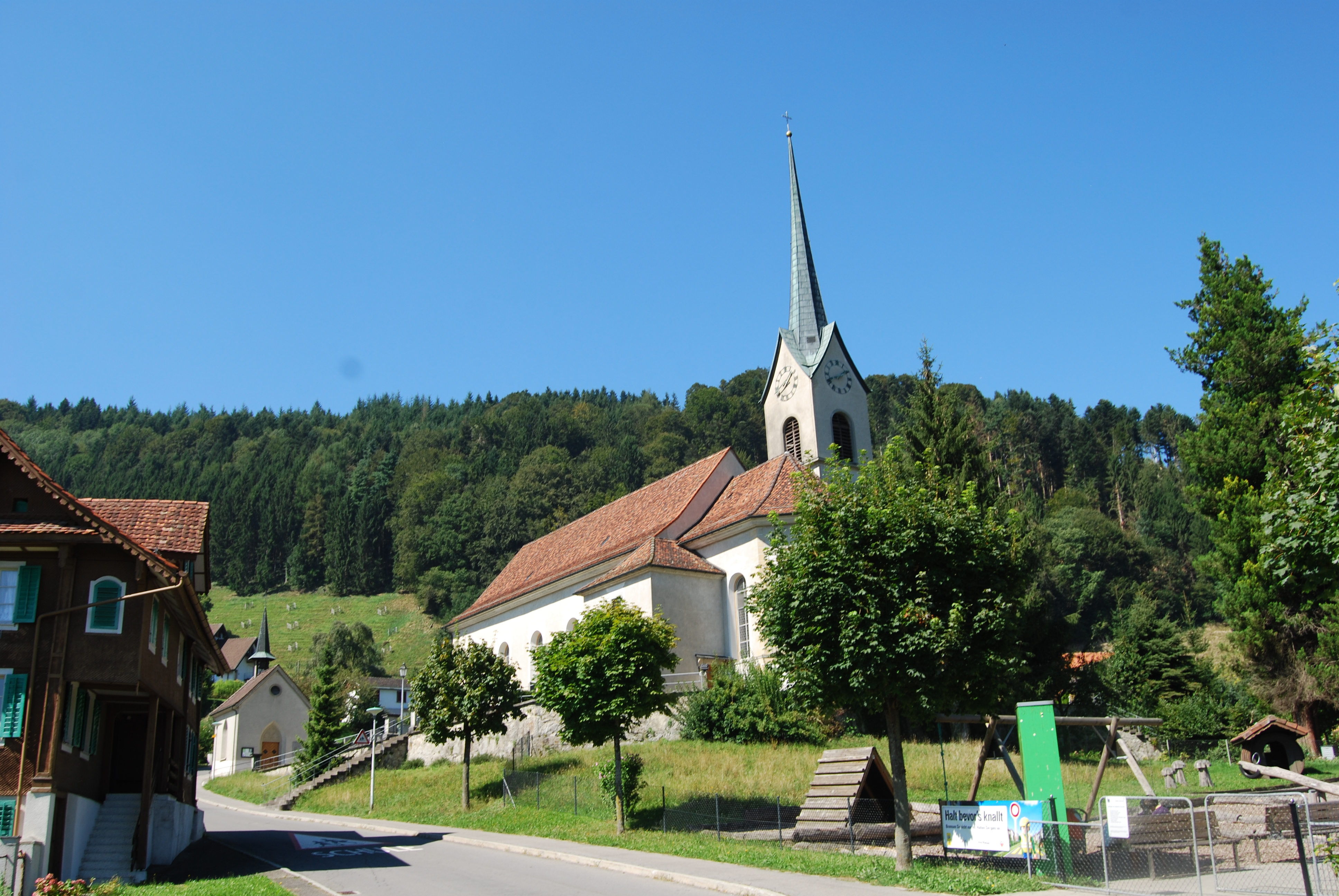
Katholische Kirche
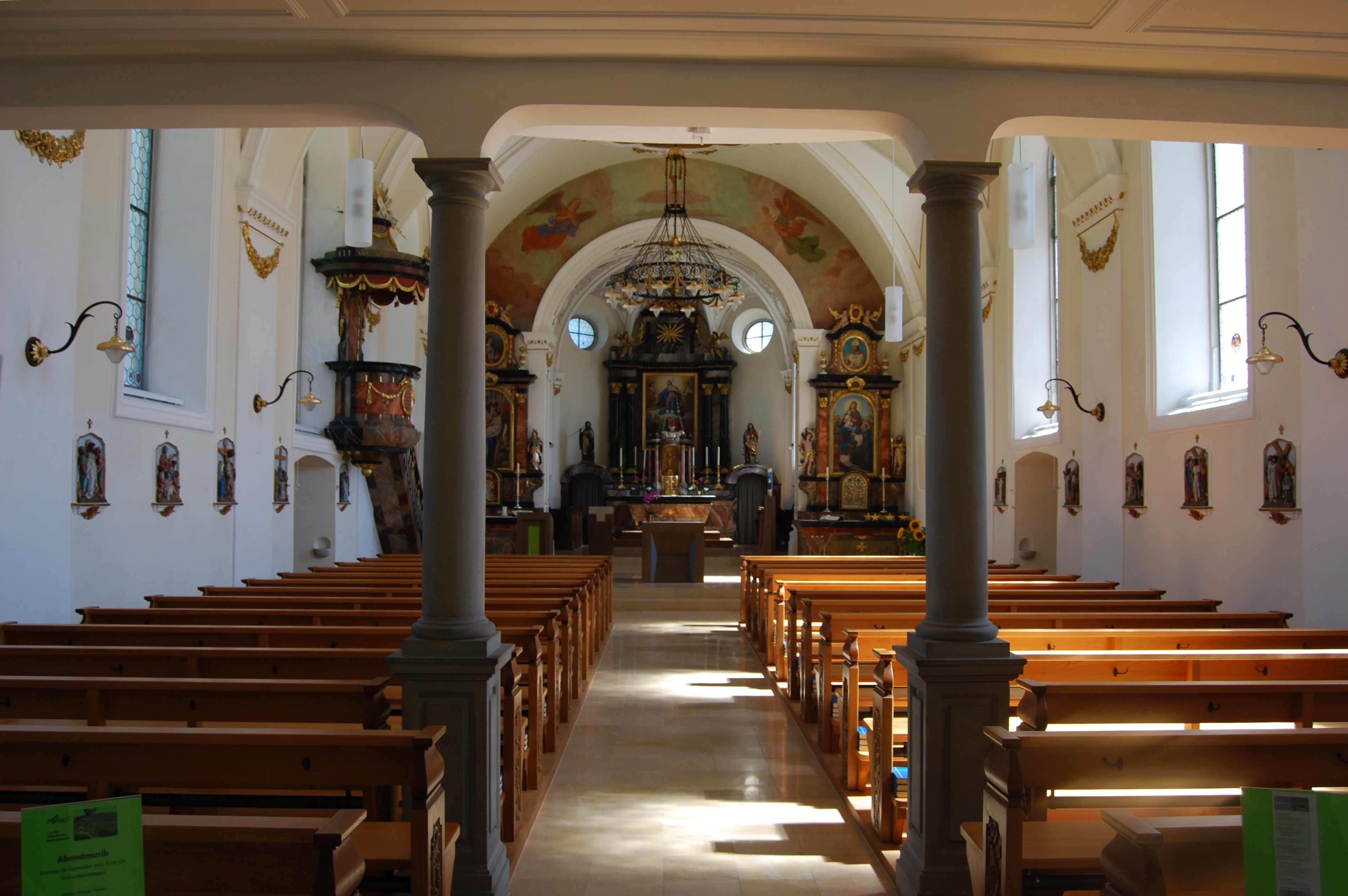
Innenansicht der Kirche
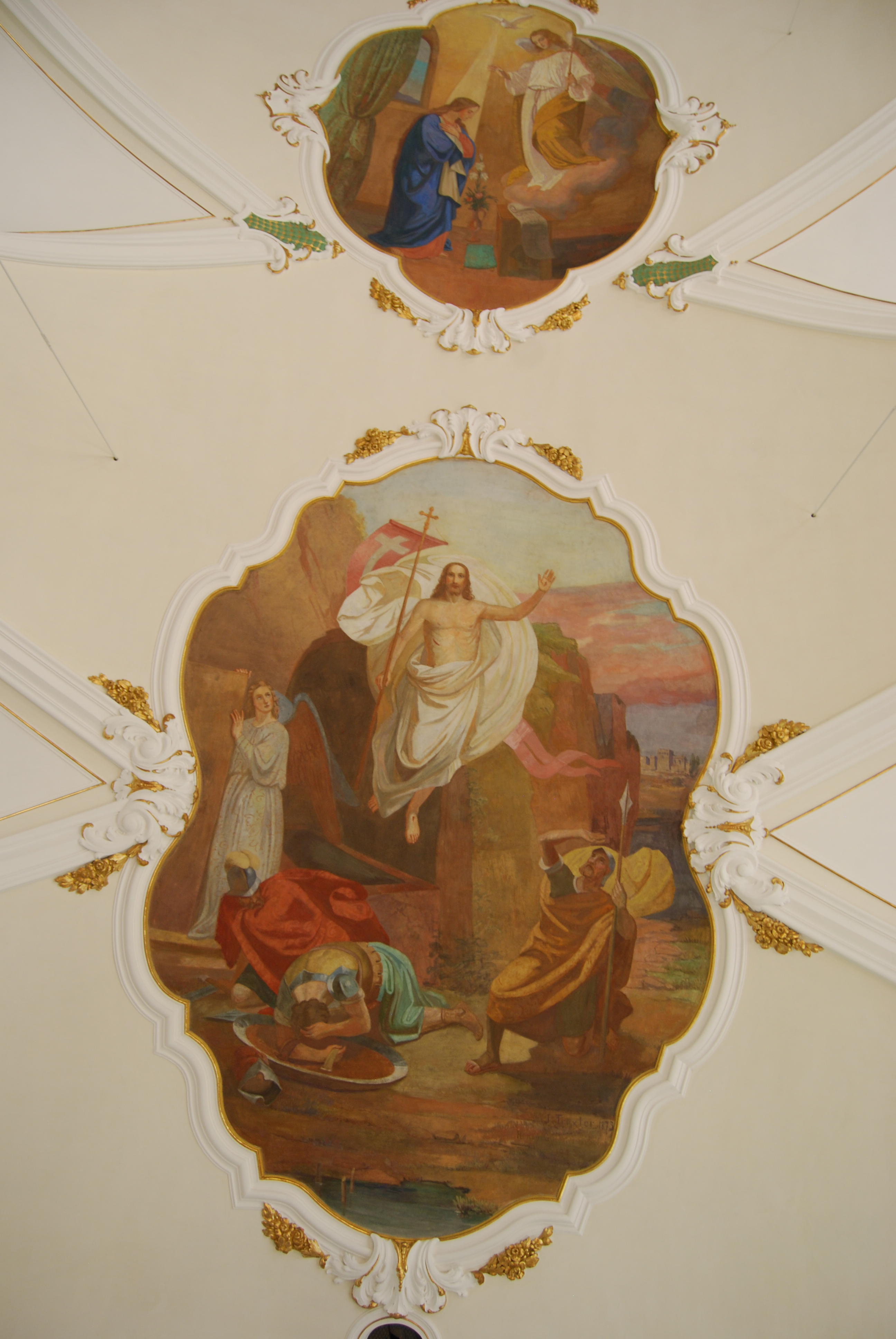
Deckenfresken in der Kirche
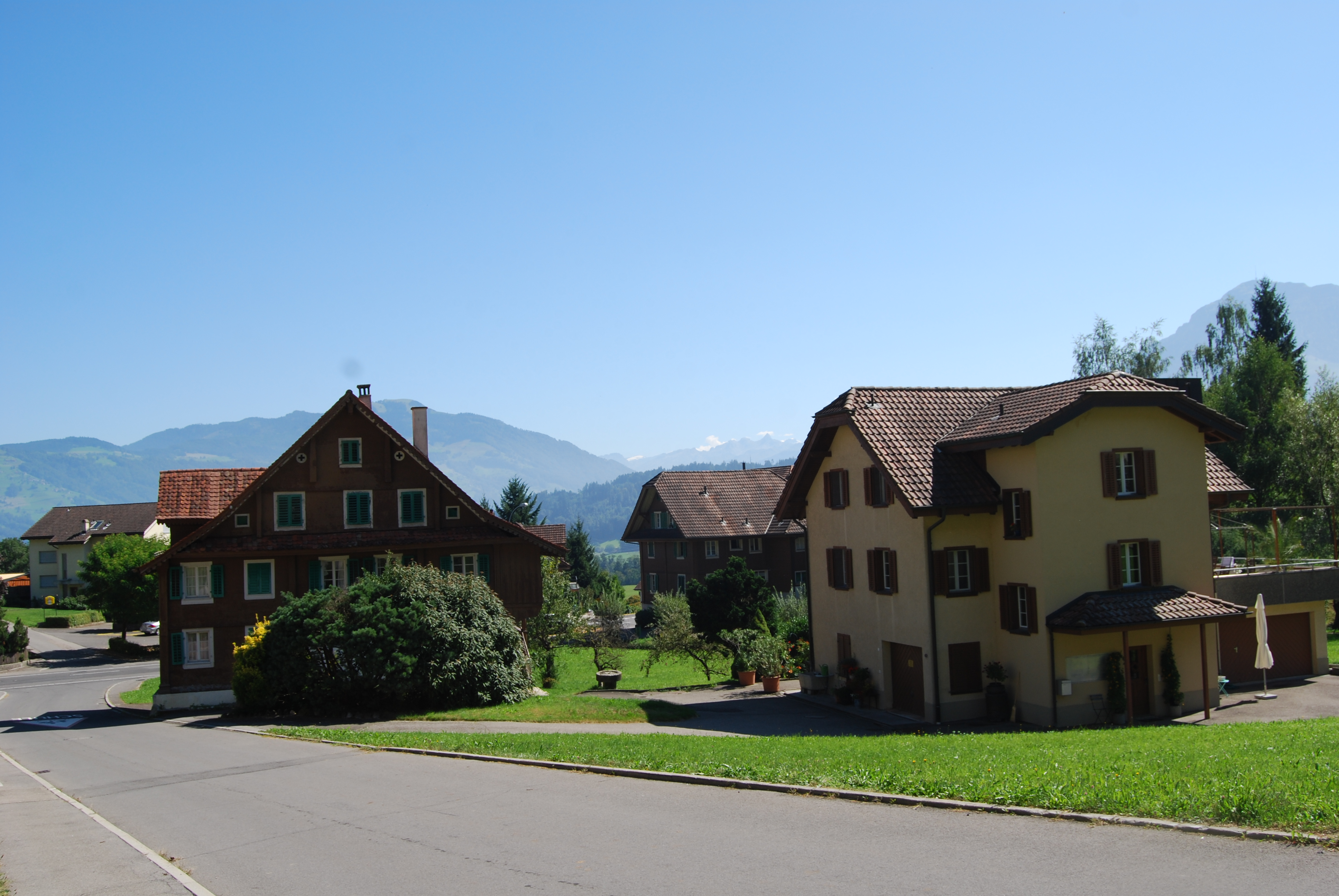
Wohnhäuser im Dorf

## Persönlichkeiten
- Walter Grob (1928–2014), Akkordeonist und Komponist
- Ignaz Kronenberg (1859–1937), Pfarrer und Heimatdichter
- Maximilian Janisch (* 2003), Mathematiker und Internet-Persönlichkeit.